# BRM P57

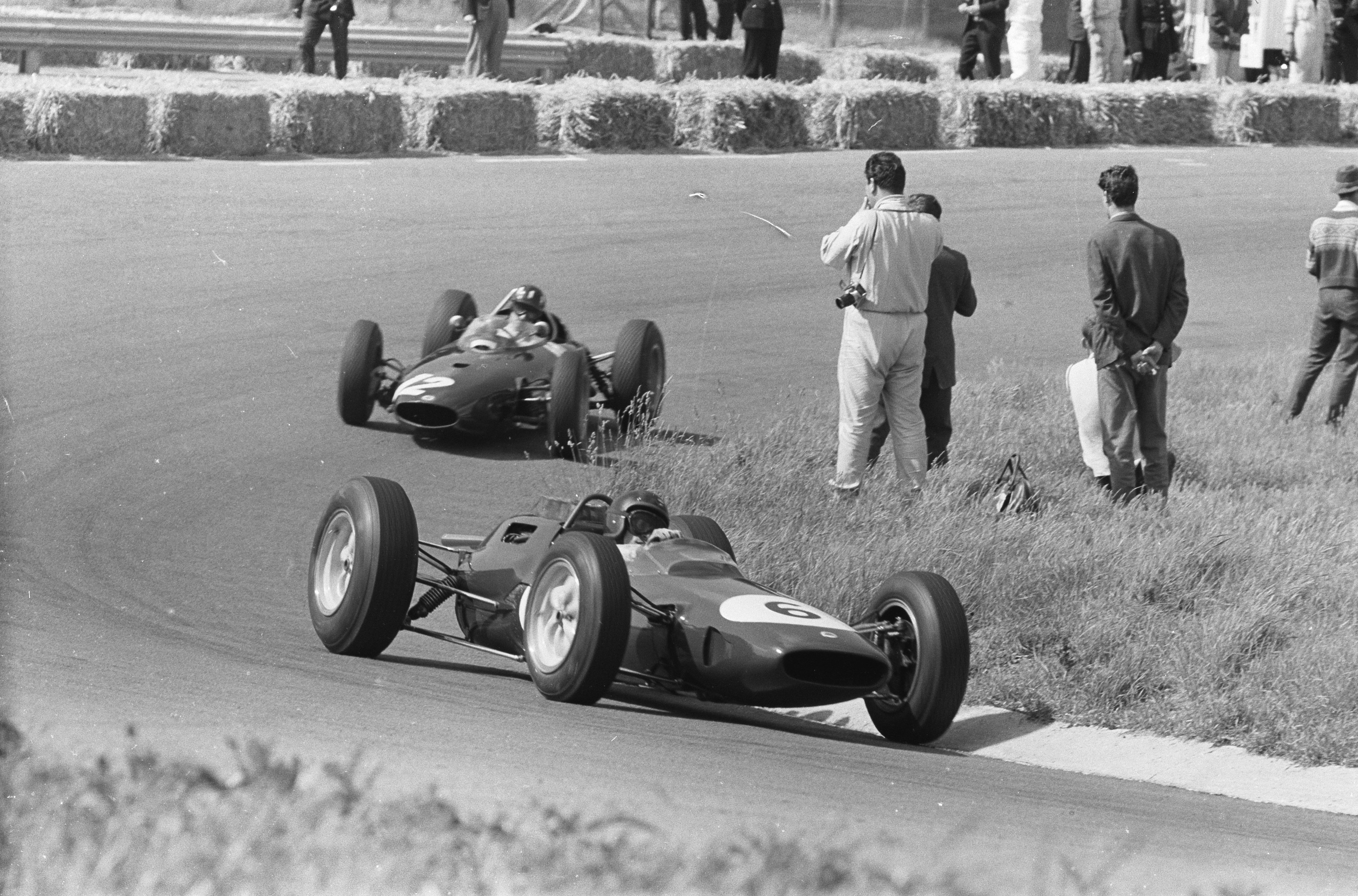
Jim Clark y Graham Hill en el GP de Países Bajos de 1963.

BRM P57, a veces conocido como BRM P578, fue un monoplaza de Fórmula 1 de British Racing Motors, creado por el ingeniero Tony Rudd y utilizado por el equipo de fábrica en las temporadas 1962 y 1963. Fue el monoplaza más exitoso de la marca británica, ya que obtuvo sus únicos campeonatos en Fórmula 1: el de constructores y el de pilotos en el 62. Estaba impulsado por un motor V8 de 2.1 litros propio.

## Historia

### 1962
BRM presentó el nuevo P57 para la temporada 1962, luego de un año con motores Coventry Climax y pocos puntos sumados. Mostró su chasis fabricado en malla espacial y el motor V8 2.1 que fue desarrollado durante toda la temporada anterior. Sus pilotos para ese año serían Graham Hill, que corría en el equipo desde 1960, y Richie Ginther, que provenía de Ferrari para ocupar el lugar del retirado Tony Brooks. Inicialmente usó una caja de cambios de Valerio Colotti, pero fue cambiada a una de BRM de 5 velocidades.
En la primera carrera de este monoplaza, en Zandvoort, Hill clasificó 2º atrás de Surtees. En la carrera, quedó primero en la vuelta 12 y se quedó con la victoria, relegando al Lotus de Jim Clark y a un Ferrari. En Mónaco, el británico lideró casi toda la carrera, pero un fallo en el motor le impidió la victoria.
Ginther tuvo que esperar hasta el Gran Premio de Bélgica para subirse al chasis nuevo. Allí, Graham Hill marcó el mejor tiempo en clasificación (por única vez en toda la temporada), pero tras la largada perdió varias posiciones, logrando remontar hasta la segunda posición final, detrás de Clark.
El piloto norteamericano subió al podio en el GP de Francia, pero con Hill nuevamente perdiendo la victoria en las vueltas finales. La siguiente carrera era el Gran Premio local para BRM y su principal piloto. Allí, Hill volvió a sumar, aunque Jim Clark ganó y quedó a un punto de él en el campeonato. El británico sacó ventaja en las dos siguientes carreras; en ambas clasificó en la segunda posición y ganó casi liderando todas las vueltas, mientras que el piloto de Lotus solo sumó 3 puntos en total. Además, en Monza, BRM logró su primer 1-2 en Fórmula 1.
En Estados Unidos, Hill ya tenía la oportunidad de ganar el campeonato, pero Clark largó nuevamente desde la pole, y ganó la carrera con el de BRM segundo. Finalmente, Graham Hill se coronó campeón en el Gran Premio de Sudáfrica en East London, debido a que Clark, que largaba primero por sexta vez en la temporada, abandonó a 20 vueltas del final por un problema en su monoplaza.
Por otro lado, Ginther cerró el año con solo dos carreras en puntos.

### 1963
Para la siguiente temporada, BRM decidió no cambiar su monoplaza. Para mejorar su rendimiento, se colocaron cigüeñales más pequeños, la caja de cambios de 5 velocidades fue cambiada por una de 6 y se bajó considerablemente el peso.
En Mónaco el equipo logró un nuevo doblete; Graham Hill ganó tras un accidente de Jim Clark faltando 20 vueltas, con Richie Ginther detrás. Pero en las dos siguientes carreras, solo el norteamericano sumó puntos debido a roturas en la transmisión. En Francia, Hill estrenó el nuevo BRM P61 y terminó 3º, y Ginther abandonó en el comienzo del Gran Premio por problemas con el radiador.
Hill volvió al P57 en Silverstone, y ambos pudieron sumar puntos, pero Clark logró su cuarta victoria consecutiva sobre su Lotus 25 y se alejó por más de 20 puntos de los de BRM en el mundial. Tanto en Alemania como en Italia, Ginther finalizó en el podio y Hill no terminó por culpa de fiabilidad (en Monza usó por segunda y última vez el P61). Además, estos resultados le valieron a Jim Clark para ganar el campeonato con tres carreras de anticipación.
En la gira americana, por Estados Unidos y México, y en la última carrera en Sudáfrica, ambos pilotos sumaron regularmente, incluyendo el nuevo 1-2 en Watkins Glen. Ambos terminaron subcampeones con 29 puntos, y BRM también terminó segundo, detrás de Lotus-Climax.
El equipo de Bourne desarrolló el P261 para la temporada 1964. BRM siguió logrando victorias y siendo protagonista en campeonatos, pero nunca logró otro título.

### Venta a equipos privados
En 1963, BRM dejó varios de sus P57 a la venta. Fueron usados dentro del campeonato hasta 1965, por el equipo italiano Centro Sud y por Maurice Trintignant, incluso sumando algunos puntos para BRM.

## Resultados

### Fórmula 1
(Clave) (negrita indica pole position) (cursiva indica vuelta rápida)

| Año     | Equipo                   | Motor      | Neu. | Pilotos             | 1   | 2   | 3   | 4   | 5   | 6   | 7   | 8   | 9   | 10  | Puntos | Pos. |
| ------- | ------------------------ | ---------- | ---- | ------------------- | --- | --- | --- | --- | --- | --- | --- | --- | --- | --- | ------ | ---- |
| 1962    | Owen Racing Organisation | P56 2.1 V8 | D    |                     | NED | MON | BEL | FRA | GBR | GER | ITA | USA | RSA |     | 42     | 1.º  |
| 1962    | Owen Racing Organisation | P56 2.1 V8 | D    | Graham Hill         | 1   | 6   | 2   | 9   | 4   | 1   | 1   | 2   | 1   |     | 42     | 1.º  |
| 1962    | Owen Racing Organisation | P56 2.1 V8 | D    | Richie Ginther      |     |     | Ret | 3   | 13  | 8   | 2   | Ret | 7   |     | 42     | 1.º  |
| 1963    | Owen Racing Organisation | P56 2.1 V8 | D    |                     | MON | BEL | NED | FRA | GBR | GER | ITA | USA | MEX | RSA | 36†    | 2.º  |
| 1963    | Owen Racing Organisation | P56 2.1 V8 | D    | Graham Hill         | 1   | Ret | Ret |     | 3   | Ret |     | 1   | 4   | 3   | 36†    | 2.º  |
| 1963    | Owen Racing Organisation | P56 2.1 V8 | D    | Richie Ginther      | 2   | 4   | 5   | Ret | 4   | 3   | 2   | 2   | 3   | Ret | 36†    | 2.º  |
| 1963    | Scuderia Centro Sud      | P56 2.1 V8 | D    | Maurice Trintignant |     |     |     |     |     |     | 9   |     |     |     | 36†    | 2.º  |
| 1963    | Scuderia Centro Sud      | P56 2.1 V8 | D    | Lorenzo Bandini     |     |     |     | 10  | 5   | Ret |     |     |     |     | 36†    | 2.º  |
| 1963    | Scuderia Centro Sud      | P56 2.1 V8 | D    | Moisés Solana       |     |     |     |     |     |     |     |     | 11  |     | 36†    | 2.º  |
| 1964    | Maurice Trintignant      | P56 2.1 V8 | D    |                     | MON | NED | BEL | FRA | GBR | GER | AUT | ITA | USA | MEX | 42‡    | 2.º  |
| 1964    | Maurice Trintignant      | P56 2.1 V8 | D    | Maurice Trintignant | Ret |     |     | 11  | DNQ | 5   |     | Ret |     |     | 42‡    | 2.º  |
| 1964    | Scuderia Centro Sud      | P56 2.1 V8 | D    | Giancarlo Baghetti  |     | 10  | 8   |     | 12  | Ret | 7   | 8   |     |     | 42‡    | 2.º  |
| 1964    | Scuderia Centro Sud      | P56 2.1 V8 | D    | Tony Maggs          |     | DNS | DNS |     | Ret | 6   | 4   |     |     |     | 42‡    | 2.º  |
| 1965    | Scuderia Centro Sud      | P56 2.1 V8 | D    |                     | RSA | MON | BEL | FRA | GBR | NED | GER | ITA | USA | MEX | 45‡    | 2.º  |
| 1965    | Scuderia Centro Sud      | P56 2.1 V8 | D    | Lucien Bianchi      |     |     | 12  |     |     |     |     |     |     |     | 45‡    | 2.º  |
| 1965    | Scuderia Centro Sud      | P56 2.1 V8 | D    | Willy Mairesse      |     |     | DNS |     |     |     |     |     |     |     | 45‡    | 2.º  |
| 1965    | Scuderia Centro Sud      | P56 2.1 V8 | D    | Masten Gregory      |     |     | Ret |     | 12  |     | 8   | Ret |     |     | 45‡    | 2.º  |
| 1965    | Scuderia Centro Sud      | P56 2.1 V8 | D    | Roberto Bussinello  |     |     |     |     |     |     | DNQ | 13  |     |     | 45‡    | 2.º  |
| 1965    | Scuderia Centro Sud      | P56 2.1 V8 | D    | Giorgio Bassi       |     |     |     |     |     |     |     | Ret |     |     | 45‡    | 2.º  |
| Fuente: |                          |            |      |                     |     |     |     |     |     |     |     |     |     |     |        |      |

- † Incluye puntos obtenidos por el BRM P61.
- ‡  Incluye puntos obtenidos por el BRM P261.